# Bezirk Neubydžow
Der Bezirk Neubydžow (tschechisch Okresní hejtmanství Nový Bydžov, Ortsbezeichnung früher auch Neubidschow) war ein Politischer Bezirk im Königreich Böhmen. Der Bezirk umfasste Gebiete in Ostböhmen im heutigen Královéhradecký kraj (Okres Hradec Králové). Sitz der Bezirkshauptmannschaft war die Stadt Neubydžow (Nový Bydžov). Das Gebiet gehörte seit 1918 zur neu gegründeten Tschechoslowakei und ist seit 1993 Teil Tschechiens.

## Geschichte
Die modernen politischen Bezirke der Habsburgermonarchie wurden 1868 im Zuge der Trennung der politischen von der judikativen Verwaltung geschaffen.
Der Bezirk Neubydžow wurde 1868 aus den Gerichtsbezirken Chlumetz (tschechisch soudní okres Clumec) und Neubydžow (Nový Bydžov) gebildet.
Im Bezirk Neubydžow lebten 1869 49.385 Personen, wobei der Bezirk ein Gebiet von 8,5 Quadratmeilen und 73 Gemeinden umfasste.
1900 beherbergte der Bezirk 55.769 Menschen, die auf einer Fläche von 491,15 km² bzw. in 89 Gemeinden lebten.
Der Bezirk Neubydžow umfasste 1910 eine Fläche von 491,16 km² und beherbergte eine Bevölkerung von 57.905 Personen. Von den Einwohnern hatten 1910 57.733 Tschechisch und 103 Deutsch als Umgangssprache angegeben. Weiters lebten im Bezirk 69 Anderssprachige oder Staatsfremde. Zum Bezirk gehörten zwei Gerichtsbezirke mit insgesamt 90 Gemeinden bzw. 95 Katastralgemeinden.